# Gregory Welch
Gregory Welch (conocido como Greg Welch; Sídney, 1964) es un deportista australiano que compitió en triatlón y duatlón.
Ganó una medalla de oro en el Campeonato Mundial de Triatlón de 1990 y una medalla de bronce en el Campeonato de Oceanía de Triatlón de 1999. Además, obtuvo una medalla de oro en el Campeonato Mundial de Triatlón de Larga Distancia de 1996. En Ironman logró cuatro medallas en el Campeonato Mundial entre los años 1989 y 1996.

## Palmarés internacional
| Campeonato Mundial    | Campeonato Mundial       | Campeonato Mundial | Campeonato Mundial |
| Año                   | Lugar                    | Medalla            | Prueba             |
| --------------------- | ------------------------ | ------------------ | ------------------ |
| 1990                  | Orlando (Estados Unidos) | Medalla de oro     | Individual         |
| Campeonato de Oceanía |                          |                    |                    |
| Año                   | Lugar                    | Medalla            | Prueba             |
| 1999                  | Mooloolaba (Australia)   | Medalla de bronce  | Individual         |

| Campeonato Mundial | Campeonato Mundial      | Campeonato Mundial | Campeonato Mundial |
| Año                | Lugar                   | Medalla            | Prueba             |
| ------------------ | ----------------------- | ------------------ | ------------------ |
| 1996               | Muncie (Estados Unidos) | Medalla de oro     | Individual         |

| Campeonato Mundial | Campeonato Mundial     | Campeonato Mundial | Campeonato Mundial |
| Año                | Lugar                  | Medalla            | Prueba             |
| ------------------ | ---------------------- | ------------------ | ------------------ |
| 1989               | Hawái (Estados Unidos) | Medalla de bronce  | Individual         |
| 1991               | Hawái (Estados Unidos) | Medalla de plata   | Individual         |
| 1994               | Hawái (Estados Unidos) | Medalla de oro     | Individual         |
| 1996               | Hawái (Estados Unidos) | Medalla de bronce  | Individual         |

| Campeonato Mundial | Campeonato Mundial         | Campeonato Mundial | Campeonato Mundial |
| Año                | Lugar                      | Medalla            | Prueba             |
| ------------------ | -------------------------- | ------------------ | ------------------ |
| 1993               | Arlington (Estados Unidos) | Medalla de oro     | Individual         |